# Studio Ponoc
Studio Ponoc (jap. 株式会社スタジオポノック Kabushiki-gaisha Sutajio Ponokku) – japońskie studio animacji z siedzibą w Musashino, w Japonii. Firma została założona w kwietniu 2015 roku przez byłego głównego producenta Studia Ghibli – Yoshiakiego Nishimurę. Jej pierwszy film fabularny, Mary i kwiat czarownicy, został wydany 8 lipca 2017 roku, a jego główna bohaterka – Mary Smith – została maskotką firmy w ich logo.

## Historia
Yoshiaki Nishimura założył Studio Ponoc 15 kwietnia 2015 roku uzyskał wsparcie kilku animatorów pracujących wcześniej dla Studia Ghibli, w tym reżysera Hiromasy Yonebayashiego. Nazwa studia pochodzi od serbsko-chorwackiego słowa „ponoć” oznaczającego „północ”, które miało znaczyć „początek nowego dnia”.
W 2015 roku studio pracowało nad reklamą dla JR West podczas ich letniej kampanii. Pierwszy film pełnometrażowy studia, Mary i kwiat czarownicy, w 2017 roku zajął szóste miejsce na liście najbardziej dochodowych filmów w Japonii. Film powstał w oparciu o książkę The Little Broomstick autorstwa Mary Stewart. Kilku byłych pracowników Studia Ghibli dołączyło do Studia Ponoc, aby pracować nad tym filmem.
Ponoc wyprodukowało także krótką animację na Igrzyska Olimpijskie w Tokio zainspirowany wartościami olimpijskimi, która miała być wyświetlana w dniach od 24 lipca do 9 sierpnia 2020 roku.

## Filmy
| Tytuł | Premiera         | Reżyseria                                                 | Scenariusz                                                |
| --- | ---------------- | --------------------------------------------------------- | --------------------------------------------------------- |
| Mary i kwiat czarownicy (jap. メアリと魔女の花 Meari to majo no hana)                                                                       | 8 lipca 2017     | Hiromasa Yonebayashi                                      | Riko Sakaguchi, Hiromasa Yonebayashi                      |
| Skromni bohaterowie: Krótkie filmy Studia Ponoc (jap. ちいさな英雄－カニとタマゴと透明人間－ Chiisana eiyū: Kani to Tamago to Tōmei Ningen) | 24 sierpnia 2018 | Hiromasa Yonebayashi, Yoshiyuki Momose, Akihiko Yamashita | Hiromasa Yonebayashi, Yoshiyuki Momose, Akihiko Yamashita |
| Imaginacja (jap. 屋根裏のラジャー Yaneura no Rudger)                                                                                        | 15 grudnia 2023  | Yoshiyuki Momose                                          |                                                           |